# Le Favori
Le Favori war ein französischer Hersteller von Automobilen.

## Unternehmensgeschichte
Das Unternehmen aus Paris begann 1921 mit der Produktion von Automobilen. Der Markenname lautete Le Favori. 1923 endete die Produktion.

## Fahrzeuge
Das einzige Modell war ein Cyclecar. Das dreirädrige Fahrzeug besaß einen Zweizylindermotor mit 987 cm³ Hubraum.